# Drysice
Drysice (en allemand : Drissitz) est une commune du district de Vyškov, dans la région de Moravie-du-Sud, en République tchèque. Sa population s'élevait à 595 habitants en 2020.

## Géographie
Drysice se trouve à 8 km au nord de Vyškov, à 37 km au nord-est de Brno et à 206 km au sud-est de Prague.
La commune est limitée par Ondratice au nord, par Želeč au nord-est, par Ivanovice na Hané à l'est et au sud-est, par Pustiměř au sud-ouest, et par la zone militaire de Březina à l'ouest.

## Histoire
La première mention écrite de la localité date de 1201.